# Transat Jacques-Vabre

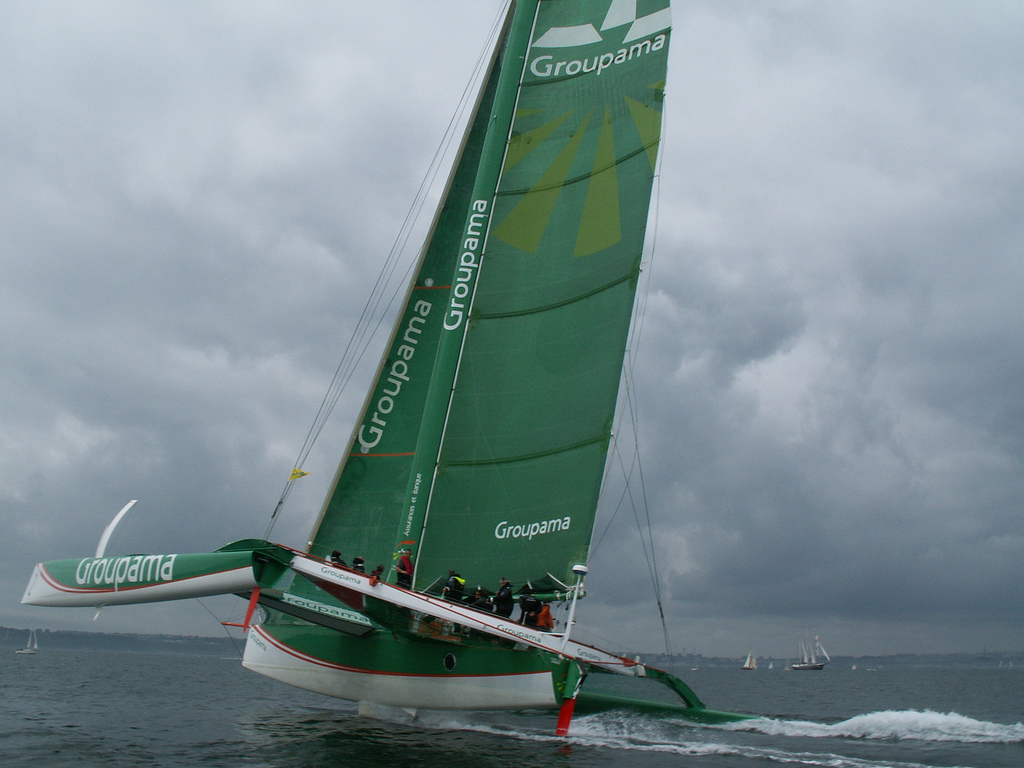
O trimarã Groupama 2 em ação ao largo de Brest, 2008.

A Transat Jacques-Vabre, também conhecida como Rota do Café ou ainda Transat a dois, é uma regata transatlântica com dois marinheiros por veleiro, criada em 1995 e que tem lugar de dois em dois anos entre a França e a América.

## Origens
Na origem desta corrida está o desaparecimento duma antiga "Transat a dois" e o actual nome provém do facto que Jacques-Vabre ser uma companhia de café, razão também  da sua designação como Rota do Café. Por outro lado se a partida é feita de Le Havre é porque esta cidade está intimamente relacionada com comércio do café, já que foi a primeira cidade importadora de café na França .

## História
Se a partida é dada de Le Havre na França, o porto de chegada tem variado, pois foi de 
- 1993-1999: Cartagena das Índias na Colômbia
- 2001-2007: Salvador da Bahia no Brasil
- 2009-2011: Puerto Limón na Costa Rica
- 2013-2015: Itajaí no Brasil

A partida é dada em "dois tempos" já que no primeiro dia partem os  monocascos tipo IMOCA, 50 pieds ou Class40 e no dia seguinte os multicascos de 50 e 60 pés (18,28 m) .

## Percurso
- Imagem do percurso da Transat Jacques Vabre - Abril 2012.

## Resultados
Lista dos resultados na versão francesa fr:Transat_Jacques-Vabre#Palmarès de la course.